# Eva Strittmatter
Eva Strittmatter, född Braun 8 februari 1930 i Neuruppin i provinsen Brandenburg i kungariket Preussen, död 3 januari 2011 i Berlin, Tyskland var en tysk poet och författare.

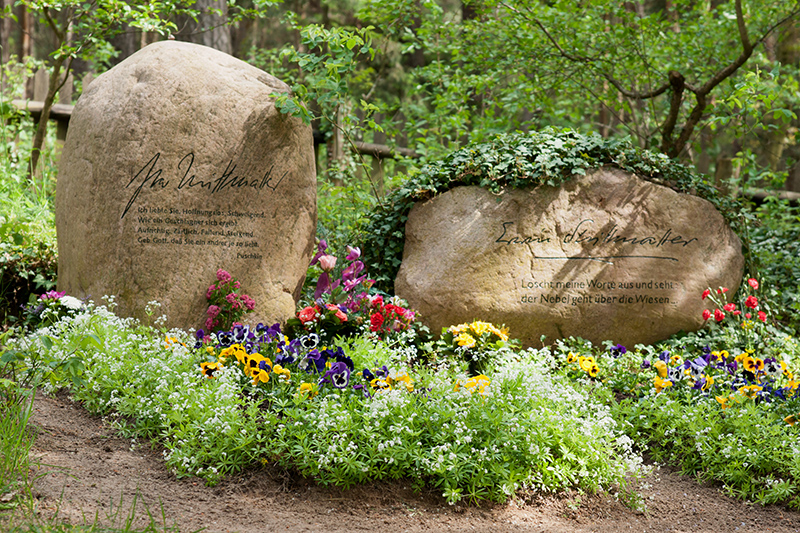
Eva och Erwin Strittmatter:s grav

## Biografi
Strittmatter tog studentexamen 1947 och började studera tysk filologi, romanska språk och pedagogik vid Humboldt-Universität zu Berlin. 1951 började Strittmatter arbeta på Tysklands författarförbund. Hon träffade den framgångsrika författaren Erwin Strittmatter och de gifte sig 1956 och bosatte sig i Schulzenhof nära Gransee 60 kilometer norr om Berlin.

## Författarskap
Det var inte lätt att leva i skuggan av en berömd författare och uppfostra fyra söner. Hon började skriva dikter i hemlighet. I mitten på 1960-talet övertalade hennes vänner att dikterna var värda att publiceras. Hennes första diktsamling Ich mach ein Lied aus Stille (Jag gör en sång ur tystnad) kom ut 1973 och följdes av 11 andra diktsamlingar. Hon har också skrivit prosa och barnböcker och har blivit Tysklands mest lästa poet. Bara i Östtyskland har hennes diktsamlingar sålts i mer än två miljoner och de har översatts till 17 språk.